# LAMP IN TERREN
LAMP IN TERREN（ランプ・イン・テレン）は、日本のロックバンド。2006年に結成、2015年にA-Sketchからメジャーデビュー。2021年に活動を終了した。バンド名はラテン語の「terra（星、大地）」をもじった造語で「この世の微かな光」という意味が込められている。

## 経歴

### 2006年 - 2013年
2006年、当時中学2年生だった中原と大屋がバンドを結成。そこに2人の同級生である松本が誘われるかたちで参加。公式では2006年10月24日が結成記念日となっている。その後、進学の都合により大屋と当時在籍していたドラマーが脱退し、2011年に地元の友人だった川口が加入して3ピース編成となる。
2012年5月、バンド名を「LAMP IN TERREN」に改名。バンド名は、ラテン語の「terra（星、大地）」をもじった造語で、「この世の微かな光」という意味が込められている。
2013年7月31日、ライブハウス下北沢CLUB251にて初の自主企画ワンマンライブを開催。松本がメンバーの承諾なしに決めたものだった。ライブ会場限定シングル「Song from BLUESYARD」をリリース。同年12月、MASH A&R主催のオーディション「MASH FIGHT Vol.2」で優勝。ROCKIN'ON JAPANが主催するアマチュアアーティストのコンテスト「RO69JACK」でグランプリを獲得し、『COUNTDOWN JAPAN13/14』に出演。

### 2014年 - 2017年
2014年6月25日、JACKMAN RECORDSより初の全国流通盤となる1stミニ・アルバム『PORTAL HEART』をリリース。10月23日、2015年1月にA-Sketchからメジャーデビューすることを発表。
2015年1月14日、1stアルバム『silver lining』でA-Sketchからメジャーデビュー。同年5月30日公開の佐々木蔵之介、永作博美主演の映画『夫婦フーフー日記』の主題歌として「ボイド」を提供。映画公開前の5月20日に「ボイド」を先行配信した。10月24日、9月からサポートギタリストとして参加していた大屋が正式なメンバーとしてバンドに復帰。同月30日よりワンマンツアー「BLUESYARD 〜landing probe tour 2015〜」を開催。12月23日リリースのスピッツのトリビュートアルバム『JUST LIKE HONEY 〜『ハチミツ』20th Anniversary Tribute〜』に「トンガリ'95」で参加。
2016年5月3日、1stシングル『innocence/キャラバン』をリリース。6月から7月にかけてワンマンツアー「GREEN CARAVEN TOUR」を開催した。
2017年2月23日から3月12日にかけてスペースシャワーTV主催「スペースシャワー列伝 JAPAN TOUR 2017 〜10th ANNIVERSARY〜」に参加。

### 2018年 - 2020年
2018年1月19日、初の配信限定シングル『花と詩人』をリリースし、4月7日から東京、愛知、大阪、福岡の4都市を回るワンマンツアー「MARCH」を開催。同月21日、松本大（Vo, G）が声帯ポリープの切除手術を受けるため、東京・LIQUIDROOMで行われるワンマンツアー「MARCH」のファイナル公演をもって一時的に活動を休止。8月19日、初の野外ワンマンライブ「ARCH」を日比谷野外大音楽堂で開催、同ライブで活動を再開。12月5日、4thアルバム『The Naked Blues』をリリースし、2019年2月から3月にかけて全国ワンマンツアー「BABY STEP」を開催。
2019年7月28日には、日比谷野外大音楽堂ワンマン「Moon Child」を開催。ライブの模様はニコニコ生放送で生中継された。11月から12月にかけて、ワンマンツアー「Blood」を全国15会場で開催。
2020年1月13日、東京・マイナビBLITZ赤坂にてワンマンライブ「Bloom」を開催。メジャーデビュー5周年の前日の開催となった。10月19日、オフィシャルファンクラブ「燈會街」（らんたんがい）を開設。

### 2021年
2021年7月30日、結成15周年を記念したプロジェクトとして、ベスト・アルバム『Romantic Egoist』の制作とワンマンライブ『Branch』の開催を発表。9月29日、川口が年内いっぱいで脱退することを発表。12月28日、東京・恵比寿LIQUIDROOMで開催された「One-Man Live『A Dream Of Dreams』」をもって活動を終了した。

## ディスコグラフィ

### インディーズ

#### アルバム
| 枚      | 発売日        | タイトル     | 規格品番  | 最高位 |
| ------- | ------------- | ------------ | --------- | ------ |
| 1stミニ | 2014年6月25日 | PORTAL HEART | ROJR-0033 | 192位  |

### メジャー

#### シングル
| 枚  | 発売日       | タイトル             | 規格品番                            | 最高位 | 収録アルバム |
| --- | ------------ | -------------------- | ----------------------------------- | ------ | ------------ |
| 1st | 2016年5月3日 | innocence/キャラバン | AZZS-45 (初回盤) AZCS-2051 (通常盤) | 34位   | fantasia     |

#### 配信限定シングル
| 枚  | 発売日        | タイトル                 | 規格                   | 収録アルバム    |
| --- | ------------- | ------------------------ | ---------------------- | --------------- |
| 1st | 2018年1月19日 | 花と詩人                 | デジタル・ダウンロード | The Naked Blues |
| 2nd | 2018年4月6日  | Dreams                   | デジタル・ダウンロード | The Naked Blues |
| 3rd | 2018年6月15日 | New Clothes              | デジタル・ダウンロード | The Naked Blues |
| 4th | 2019年7月17日 | ホワイトライクミー       | デジタル・ダウンロード | FRAGILE         |
| 5th | 2019年11月1日 | ほむらの果て             | デジタル・ダウンロード | 未収録          |
| 6th | 2020年5月22日 | Enchanté                 | デジタル・ダウンロード | FRAGILE         |
| 7th | 2021年6月9日  | 心身二元論               | デジタル・ダウンロード |                 |
| 8th | 2021年9月1日  | ニューワールドガイダンス | デジタル・ダウンロード |                 |

#### 会場限定シングル
| 枚  | 発売日        | タイトル           | 規格品番 | 収録アルバム    |
| --- | ------------- | ------------------ | -------- | --------------- |
| 1st | 2016年10月8日 | heartbeat          | LIT-001  | fantasia        |
| 2nd | 2018年4月7日  | New Clothes/Dreams | LIT-002  | The Naked Blues |
| 3rd | 2018年8月19日 | Water Lily         | LIT-003  | The Naked Blues |

#### 会場・通販限定EP
| 枚  | 発売日         | タイトル     | 規格品番     |
| --- | -------------- | ------------ | ------------ |
| 1st | 2019年12月21日 | Maison Diary | LIT-009・010 |

#### アルバム
| 枚  | 発売日         | タイトル        | 規格品番                             | 最高位 |
| --- | -------------- | --------------- | ------------------------------------ | ------ |
| 1st | 2015年1月14日  | silver lining   | AZCS-1040                            | 39位   |
| 2nd | 2015年7月1日   | LIFE PROBE      | AZCS-1047                            | 41位   |
| 3rd | 2017年4月12日  | fantasia        | AZZS-61 (初回盤) AZCS-1066 (通常盤)  | 31位   |
| 4th | 2018年12月5日  | The Naked Blues | AZZS-80 (初回盤) AZCS-1073 (通常盤)  | 54位   |
| 5th | 2020年10月14日 | FRAGILE         | AZZS-111 (初回盤) AZCS-1096 (通常盤) | 26位   |

#### 映像作品
| 枚  | 発売日                                                | タイトル                                                | 規格品番                 |
| --- | ----------------------------------------------------- | ------------------------------------------------------- | ------------------------ |
| 1st | 2019年3月22日                                         | LAMP IN TERREN 夏の野外ワンマンライブ「ARCH」ライブ映像 | LIT-004                  |
| 2nd | 2019年11月1日（ライブ会場） 2019年11月7日（通信販売） | LIVE Blu-ray / DVD 日比谷野音ワンマン「Moon Child」     | LIT-007(BD) LIT-008(DVD) |

#### その他
| 発売日        | タイトル                         | 備考 |
| ------------- | -------------------------------- | --- |
| 2015年5月20日 | ボイド＋4                        | TSUTAYAレンタル限定CD。ボイド、L-R、send me、クライベイベ、ゴールド・ルーズの全5曲収録。 |
| 2019年3月22日 | LAMP IN TERREN 詩集「PAST SONG」 | 2018年8月までにリリース・配信されたLAMP IN TERRENの楽曲の全38曲全ての歌詞に、作詞をしたVo.松本によるイラストが施された詩集本。2018年に行った野音映像化プロジェクトで作品化されたもの。ライブ会場・通信販売限定。 |

### 参加作品
| 発売日         | タイトル                                                                                 | 収録曲       | 規格品番  |
| -------------- | ---------------------------------------------------------------------------------------- | ------------ | --------- |
| 2013年12月4日  | 251 LIVE RALLY 7                                                                         | クライベイベ | TRM-037   |
| 2014年11月5日  | JACKMAN RECORDS COMPILATION ALBUM vol.10『RO69JACK 13/14』                               | ランデヴー   | ROJR-0036 |
| 2015年12月23日 | スピッツトリビュートアルバム「JUST LIKE HONEY 〜『ハチミツ』20th Anniversary Tribute〜」 | トンガリ'95  | UPCH-2065 |

### 書籍
- 写真集『THE DOCUMENTARY OF THE FIRST ONE MAN TOUR "BLUESYARD 〜landing probe tour 2015〜"』
  - 撮影：浜野カズシ
  - 2016年4月5日、ライブ会場限定販売

## タイアップ
| 曲名           | タイアップ                                            |
| -------------- | ----------------------------------------------------- |
| 緑閃光         | テレビ東京系『JAPAN COUNTDOWN』12月オープニングテーマ |
| ボイド         | 映画『夫婦フーフー日記』主題歌                        |
| ボイド         | テレビ東京系『JAPAN COUNTDOWN』6月オープニングテーマ  |
| innocence      | 劇場第2部『亜人 -衝突-』主題歌                        |
| pellucid       | 映画『何者』劇中歌                                    |
| 涙星群の夜     | テレビ朝日系『Break Out』4月度エンディングテーマ      |
| Dreams         | J SPORTS 2018 野球中継テーマソング                    |
| Dreams         | 長崎国際テレビNiB『あさじげZ』2018年度テーマソング    |
| Dreams         | 「とんかつ濱かつ」TV-CMソング                         |
| オーバーフロー | 「とんかつ濱かつ」TV-CMソング                         |

## 主なライブ

### ワンマンライブ・主催イベント
| 開催日                  | タイトル                                                         | 備考 |
| ----------------------- | ---------------------------------------------------------------- | --- |
| 2014年7月2日            | LAMP IN TERREN 「PORTAL HEART」 release party "ハローグッドバイ" | - w/Halo at 四畳半 / Age Factory |
| 2014年12月14日          | ワンマンライブ「BLUESYARD'14」                                   | |
| 2015年6月26日・6月30日  | Lamp in terren presents "VOYAGER'15"                             | - w/Brian the Sun / Halo at 四畳半 |
| 2015年10月30日〜11月7日 | THE FIRST ONE MAN TOUR "BLUESYARD 〜landing probe tour 2015〜"   | |
| 2016年6月11日〜10月23日 | ワンマンライブ2016「GREEN CARAVAN TOUR」                         | |
| 2016年11月2日〜11月19日 | TOUR「11L.A.P」                                                  | w/SAKANAMON(熊本、福岡) w/ヒトリエ(神戸、京都) w/Ivy to fraudulent game(高松) w/SHE'S(金沢、新潟、宇都宮) w/cinema staff(秋田、福島) ※赤坂のみワンマンライブ                                                                     |
| 2017年4月13日〜4月16日  | ボーカル松本大弾き語り 東名阪インストアツアー                    | |
| 2017年5月07日〜6月30日  | ワンマンツアー2017「in fantasia」                                | |
| 2017年9月29日〜11月26日 | ツーマンツアー「FOR TRUTH」                                      | w/LUNKHEAD(福岡、広島) w/緑黄色社会(長野・松本) w/Halo at 四畳半(金沢、静岡) w/シナリオアート(兵庫) w/LEGO BIG MORL(新潟、宇都宮) w/爆弾ジョニー(仙台、盛岡) w/Creepy Nuts(名古屋) w/androp(大阪) w/GOOD ON THE REEL(東京・渋谷) |
| 2018年1月26日〜         | 定期公演「SEARCH」                                               | |
| 2018年4月7日〜4月21日   | ワンマンライブ「MARCH」                                          | |
| 2018年8月19日           | 夏の野外ワンマンライブ「ARCH」(日比谷野外大音楽堂)               | |
| 2018年10月5日〜10月26日 | 「SEARCH+007」                                                   | w/ユアネス(福島・郡山) w/パノラマパナマタウン(静岡) w/感覚ピエロ(長野・松本) w/mol-74(京都) w/WOMCADOLE(広島) w/SIX LOUNGE(長崎) w/GRAND FAMILY ORCHESTRA(渋谷)                                                                  |
| 2018年12月7日〜9日      | 松本大弾き語り東名阪インストアツアー                             | |
| 2019年2月16日〜3月16日  | ワンマンツアー2019｢BABYSTEP｣                                     | |
| 2019年7月28日           | 日比谷野外大音楽堂｢Moonchild｣                                    | |
| 2019年11月1日〜12月12日 | ワンマンツアー｢blood｣                                            | |
| 2020年1月13日           | ワンマンライブ｢bloom｣(赤坂BLITZ)                                 | |

### 出演イベント
- 2013年04月26日 - SAVE OUR MUSIC vol.5
- 2013年12月31日 - 『Ready Set Go!!』Count Down Live 2013⇒2014 supported by A-Sketch
- 2014年02月11日 - NEWScript pre 「bump!!ep.1」
- 2014年03月12日 - shibuya eggman presents.「SEMTH #19」〜eggman 33th Aniversary 2days SPECIAL!!〜
- 2014年03月19日 - Lyu:Lyu presents INCIDENT619 vol.5
- 2014年04月26日 - Getting Better Presents "VIVA LA ROCK PARTY" 「VIVA LA TOKYO」
- 2014年05月04日 - VIVA LA ROCK 2014
- 2014年05月08日 - Furphy Amplifier pre 「OVERCAST AWAY」
- 2014年05月17日 - VOYAGER'14
- 2014年06月02日 - HighApps Vol.19
- 2014年06月07日 - SAKAE SP-RING 2014
- 2014年06月18日 - MUSIC LINXS 〜2nd Anniversary 2Weeks〜
- 2014年06月23日 - SONIC MASH UP 005
- 2014年07月05日 - 見放題2014
- 2014年07月24日・25日 - Livemasters SUMMER CHOICE 2014 〜QUATTRO HEAT UP〜
- 2014年07月26日 - MORNING RIVER SUMMIT 2014
- 2014年08月02日 - ROCK IN JAPAN FESTIVAL 2014
- 2014年08月13日 - HOWL BE QUIET PRESENTS!
- 2014年08月16日 - TREASURE05X 2014 〜summer triangle〜
- 2014年08月24日 - Sky Jamboree 2014 〜one pray in nagasaki〜
- 2014年08月28日 - RADIO BERRY 20th ANNIVERSARY ベリテンライブ2014 〜HEAVEN'S ROCK Utsunomiya VJ-2〜
- 2014年08月31日 - SPACE SHOWER SWEET LOVE SHOWER 2014
- 2014年09月10日 - ぼくらのウォーゲーム
- 2014年10月04日 - MEGA★ROCKS 2014
- 2014年10月11日 - MINAMI WHEEL 2014
- 2014年10月22日 - VOYAGER'14〜maps in locus〜
- 2014年10月31日 - TREASURE05X EXTRA -a preemptive attack-
- 2014年11月11日 - スペースシャワー列伝 100巻記念公演 第116巻 薄明光線の宴
- 2014年11月23日 - LITHIUM ROCK FESTIVAL 2014
- 2014年11月30日 - JAPAN'S NEXT vol.5
- 2014年12月06日・07日・09日 - go!go!vanillas 「Magic Number」Tour 2014
- 2014年12月11日 - OOYODO WHEEL -MINAMI WHEEL EDITION-
- 2014年12月21日 - MERRY ROCK PARADE 2014
- 2014年12月27日 - FM802 ROCK FESTIVAL RADIO CRAZY 2014
- 2014年12月29日 - COUNTDOWN JAPAN 14/15
- 2014年12月30日 - LIVE DI:GA JUDGEMENT 2014
- 2014年12月31日 - 『Ready Set Go!!』Count Down Live 2014⇒2015 supported by A-Sketch
- 2015年01月16日 - MASH A & R presents MASHROOM 2015
- 2015年02月02日 - テスラは泣かない。 presents High noble MATCH! in TOKYO
- 2015年02月11日 - Mount Alive presents "NO BORDER"
- 2015年02月21日 - DISK GARAGE MUSIC MONSTERS -2015 winter-
- 2015年03月07日 - SPACE AGE ROCKS TOUR 2015-spring- "ぼくらの七日間戦奏"
- 2015年03月09日〜12日 - HOWL BE QUIET×SHE'S×LAMP IN TERRENスリーマンツアー「One-Two-Three, For!! TOUR 2015」
- 2015年03月14日 - HAPPY JACK 2015
- 2015年03月15日 - LIVE SHUFFLE! 2015
- 2015年03月20日 - OTOEMON FESTA 2015
- 2015年03月21日 - Rakuten kobo presents MUSIC CUBE 15
- 2015年03月22日 - SANUKI ROCK COLOSSEUM 2015
- 2015年04月04日 - Talking Rock! presents『ニューロック計画!2015』
- 2015年04月05日・12日 - HighApps SPECIAL!! 〜SPRING ROCK PARTY 2015〜
- 2015年04月19日 - 音楽と人LIVE 2015 ローリング・サンダー・レビュー
- 2015年05月03日 - VIVA LA ROCK 2015
- 2015年05月04日 - Niigata Rainbow ROCK Market 2015
- 2015年05月13日 - スペースシャワー列伝15周年記念公演 第126巻 〜光彩陸離(こうさいりくり)の宴〜
- 2015年05月18日 - ACCIDENT CODE "R"
- 2015年05月20日・21日 - テスラは泣かない。「ONE」release tour "国境線上で唄う"
- 2015年06月03日〜19日 - VINTAGE LEAGUE TOUR 2015 初夏
- 2015年06月07日 - SAKAE SP-RING 2015
- 2015年06月14日 - Tropical Lovers Beach Festa 2015
- 2015年07月07日〜08月06日 - HighApps TOURS 2015
- 2015年07月19日 - JOIN ALIVE 2015
- 2015年08月08日 - ROCK IN JAPAN FESTIVAL 2015
- 2015年08月16日 - TREASURE05X 2015 〜a great faith〜 〜summer triangle 2nd day〜
- 2015年08月22日 - WILD BUNCH FEST. 2015
- 2015年08月25日 - Halo at 四畳半「『APOGEE』Release TOUR"よだかの星の掬い方"」
- 2015年08月27日 - RADIO BERRY ベリテンライブ2015 〜HEAVEN'S ROCK Utsunomiya VJ-2〜
- 2015年08月29日 - SPACE SHOWER SWEET LOVE SHOWER 2015 -20th ANNIVERSARY-
- 2015年08月30日 - RUSH BALL 2015
- 2015年09月17日 - GLICO LIVE"NEXT"
- 2015年09月23日〜27日 - GLIM SPANKY「SUNRISE JOURNEY」リリースツアー
- 2015年10月03日 - MEGA☆ROCKS 2015
- 2015年10月10日 - MINAMI WHEEL 2015
- 2015年10月18日 - 高城祭(広島国際学院大学)/終夜祭
- 2015年11月25日 - OTOEMON FESTA EXTRA 2015
- 2015年11月29日 - SPACE SHOWER TV CARNIVAL WEEK 2015 開幕戦〜あきらかにGENかつがナイト!〜
- 2015年12月08日・09日 - Bentham「OMG」Release Tour
- 2015年12月19日 - MERRY ROCK PARADE 2015 前夜祭
- 2015年12月27日 - FM802 ROCK FESTIVAL RADIO CRAZY 2015
- 2015年12月31日 - COUNTDOWN JAPAN 15/16
- 2016年01月17日 - MASH A&R presents MASHROOM 2016
- 2016年01月23日・24日 - 赤色のグリッター 1st ALBUM 「存在証明」リリース 〜心の置き場所ツアー〜
- 2016年01月29日 - TOKYO FM「ジャパネクレディオライブ」
- 2016年01月30日 - BOMBER-E ROCK NIGHT SPECIAL LIVE
- 2016年02月12日・20日 - Brian the Sun「マタタビ ツアー 2015→2016」
- 2016年02月14日 - Ivy to Fraudulent Game presents [揺れる 0.7]
- 2016年02月27日 - KNOCK OUT MONKEY TOUR 2016 「RAISE A FIST」
- 2016年03月13日〜18日 - ドラマチックアラスカ「はじましぶりツアー2016春〜雨、ときどき雪〜」
- 2016年03月19日 - HAPPY JACK 2016
- 2016年03月20日 - MUSIC CUBE 16
- 2016年03月21日 - MbS×I ♡ RADIO 786「SANUKI ROCK COLOSSEUM」 〜BUSTA CUP 7th round〜
- 2016年03月26日・27日 - QOOLAND TOUR 2016「COME TOGETHER RELEASE TOUR」
- 2016年04月06日〜17日 - HOWL BE QUIET×SHE'S×LAMP IN TERRENスリーマンツアー「One-Two-Three, For!! TOUR 2016」
- 2016年05月07日 - COMIN'KOBE16
- 2016年05月24日 - 802RADIO MASTERS SPECIAL LIVE DARS SWEET EMOTION
- 2016年05月28日 - Shimokitazawa SOUND CRUISING 2016
- 2016年06月04日 - JAPAN'S NEXT vol.13
- 2016年06月05日 - SAKAE SP-RING 2016
- 2016年07月23日 - Talking Rock! FES.2016
- 2016年07月24日 - NUMBER SHOT 2016
- 2016年08月11日 - MORNING RIVER SUMMIT 2016
- 2016年08月14日 - ROCK IN JAPAN FESTIVAL 2016
- 2016年08月24日 - RADIO BERRY ベリテンライブ 2016 〜HEAVEN'S ROCK Utsunomiya VJ-2〜
- 2016年08月27日 - RUSH BALL 2016
- 2016年09月09日 - 「ジラフポット The Quiet Cube Tour」
- 2016年09月11日 - 「ジラフポット The Quiet Cube Tour」
- 2016年09月19日 - TOKYO CALLING 2016
- 2016年10月08日 - FM802 MINAMI WHEEL 2016
- 2016年10月30日 - LEGO BIG MORL 10th anniversary tour 「Lovers, Best, Music」
- 2016年12月02日 - The Cheserasera 秋の晩餐 2016 VS. Tour 〜 LAMP IN TERREN 編〜
- 2016年12月03日 - 「the unknown forecast presents　"23:59:59"」
- 2016年12月14日 - WEAVER『Music Holiday vol.1 〜対バン始めました〜』

w/BIGMAMA、WEAVER
- 2016年12月15日 - Ivy to Fraudulent Game Presents 【揺れる 0.8】
- 2016年12月30日 - DISK GARAGE presents BORDERLESS 2016
- 2016年12月31日 - rockin'on presents COUNTDOWN JAPAN 16/17
- 2017年01月08日 - Halo at 四畳半 1st E.P Release TOUR「途絶えた交信の捜し方」
- 2017年01月15日 - MASH A&R 5th ANNIVERSARY 「MASHROOM 2017」
- 2017年02月23日〜03月12日 - スペースシャワー列伝 JAPAN TOUR 2017 〜10th ANNIVERSARY〜
- 2017年04月08日、09日 - Ivy to Fraudulent Game 2nd mini album "継ぐ" release tour "告ぐ"
- 2017年04月22日 - サイダーガール presents 「CYDER LABO」
- 2017年05月03日 - VIVA LA ROCK 2017
- 2017年05月04日 - NIIGATA RAINBOW ROCK 2017
- 2017年05月21日 - Eggs presents FM802 Rockin'Radio! -OSAKA JO YAON-
- 2017年06月10日 - 名古屋スクールオブミュージック＆ダンス専門学校 学園祭
- 2017年07月07日 - 日食なつこ 対バンツアー「炎上交際」
- 2017年07月08日 - ESP学園presents COLORS2017
- 2017年07月20日 - OTODAMA SEA STUDIO
- 2017年07月23日 - NUMBER SHOT 2017
- 2017年07月30日 - 「未確認フェスティバル」第3次審査
- 2017年08月05日 - WEST GIGANTIC CITYLANDʼ17
- 2017年08月11日 - ROCK IN JAPAN FES. 2017
- 2017年08月13日 - TREASURE05X 2017 ELL 40th ANNIVERSARY SPECIAL -LEGENDARY SOULS-
- 2017年08月19日 - MONSTER baSH 2017
- 2017年09月01日 - RADIO BERRY ベリテンライブ 2017 〜HEAVEN'S ROCK Utsunomiya VJ-2〜
- 2017年09月08日 - BURNOUT SYNDROMES 「Butterfly in the stomach Ⅱ 」
- 2017年09月09日 - ココロオークション 3rd Album Release TOUR 2017「夏の終わりを探しに行こう」
- 2017年09月18日 - TOKYO CALLING 2017
- 2017年10月01日 - FM Nagasaki 35th Anniversary Birthday Live "Home Ground"

w/ORANGE POST REASON
- 2017年10月07日 - Eggs presents FM802 MINAMI WHEEL 2017 EXTRA EDITION
- 2017年10月27日 - 2-man Tour "VIRGIN"
- 2017年10月28日 - ※松本弾き語り「 SSW17 」
- 2017年12月04日 - Beyond shine ~UPSET中井 50歳祭り~
- 2017年12月09日 - rockin'on presents「RO JACK WINTER FINAL 2017」
- 2017年12月19日 - DAIKANYAMA LIVE
- 2017年12月21日 - 「エレキレストラン106」スペシャルツーマン

w/I Don't Like Mondays.
(O.Aイトカムトビコ)
- 2017年12月23日 - MERRY ROCK PARADE 2017
- 2017年12月29日 - FM802 ROCK FESTIVAL RADIO CRAZY 2017
- 2017年12月30日 - rockin'on presents COUNTDOWN JAPAN 17/18
- 2017年12月31日 - LIVE DI:GA JUDGEMENT 2017
- 2018年01月04日 - ロマンチック☆安田企画「バッチグゥ」 ※松本弾き語り出演
- 2018年01月11日 - FM802弾き語り部"新春"発表会 ※松本弾き語り出演
- 2018年01月13日.14日 - グッドモーニングアメリカ「502号室のシリウスツアー」
- 2018年01月21日 - MASH A&R presents MASHROOM 2018
- 2018年01月27日 - 夢チカLIVE VOL.126
- 2018年02月08日.09日 - a flood of circle A FLOOD OF CIRCUS 大巡業 2018
- 2018年02月11日 - machioto2018
- 2018年02月24日、25日 - MAGIC OF LiFE TOUR 2018 "MAGIC PICKNEY"
- 2018年03月03日 - 見放題東京2018
- 2018年03月07日 - 月屑トワイライト ※松本弾き語り出演
- 2018年03月18日 - AIR presents LIVE SHUFFLE! 2018
- 2018年03月21日 - 感覚ピエロ 47都道府県ツアー2018『KKP TOUR またイかせてもらいます!!47都道府県全国津々ムラ×2!! デリバリー感覚ピエロ!!〜チェンジだなんて言わせない〜』
- 2018年03月25日 - Shout it Out ライブツアー 2018・春 「GOODBYE MY TEENS-延⻑戦-」

- 2018年03月31日 - LOCAL CONNECT 「未完成」リリースツアーファイナルシリーズ
- 2018年04月01日 - RADIO BERRY "haruberrylive 2018"
- 2018年07月28日 - ココロオークションMusicalリリースツアーファイナル「COCOROFES」
- 2018年08月28日 - FM802弾き語り部夏季演奏会※松本弾き語り
- 2018年09月17日 - 渋谷エリアサーキット / TOKYO CALLING 2018
- 2018年09月20日 - Getting Better〜Birthday Party'18〜
- 2018年10月06日 - MEGA★ROCKS
- 2018年10月13日 - No Maps  ROCK DIVERSITY
- 2018年10月16日 - FM802弾き語り部 -秋の収穫祭- 〜MINAMI WHEEL EDITION〜 ※松本弾き語り
- 2018年10月22日 - SIX LOUNGE presents "イチロー誕生祭"
- 2018年10月30日 - アルコサイト pre. 東名阪ツアー「金風に舞う」
- 2018年11月03日 - 専門学校ESPエンタテインメント東京 / ESPエンタテインメント東京×MI TOKYO楽園祭『スペシャルゲストライブ2018』
- 2018年11月16日 - リアクション ザ ブッタ Tour 2018〜Mini Album『Single Focus』Release Tour〜
- 2018年11月19日 - スペースシャワー列伝 第138巻〜年百年中(ねんびゃくねんじゅう)の宴〜 ※松本弾き語り
- 2018年11月20日 - 名古屋CLUB UPSET / MAGIC BOX!!~45分3本勝負!
- 2018年11月22日 - 下北沢 CLUB251 / CLUB251 25th Anniversary "THANK YOU 251"
- 2018年12月15日 - 渋谷WWW / MASH FIGHT! vol.7 FINAL MATCH
- 2018年12月22日 - 八王子ヨーロービルグッドモーニングアメリカpresents"HACHIDORI天狗祭CIRCUIT"
- 2018年12月24日 - MERRY ROCK PARADE 2018
- 2018年12月27日 - インテックス大阪 FM802 ROCK FESTIVAL RADIO CRAZY
- 2018年12月29日 - rockin'on presents COUNTDOWN JAPAN 18/19
- 2019年1月6日 -

「唄い始め2019」大分 府内to-PLUS
※松本弾き語り
- 2019年01月11日 - フリーザック(とヤーボンの)今夜はデスビーム Vol.3 ※Dr.川口のみ参加
- 2019年1月24日 - FM802弾き語り部2019新春発表会♪︎(※松本弾き語り)
- 2019年02月3日 - でらロックフェスティバル
- 2019年02月9日 - 大ナナイト〜高崎clubFLEEZ 15th Anniversary〜
- 2019年03月23日 - 爆弾ジョニー×LAMP IN TERREN2MAN SHOW｢Birthday's｣
- 2019年03月31日 - 柳ヶ瀬 ants

鳴ル銅鑼6th Anniversary 3days
- 2019年04月13日-栃木市栃木文化会館・大ホール

「MAGIC OF LiFE presents DON'T STOP MUSIC FES.TOCHIGI 2019」
- 2019年4月20日-松山double-u studio、4月21日-高松DIMEBentham『MYNE』リリース記念 「GOLD RUSH TOUR 2019」